# Katajaluoto

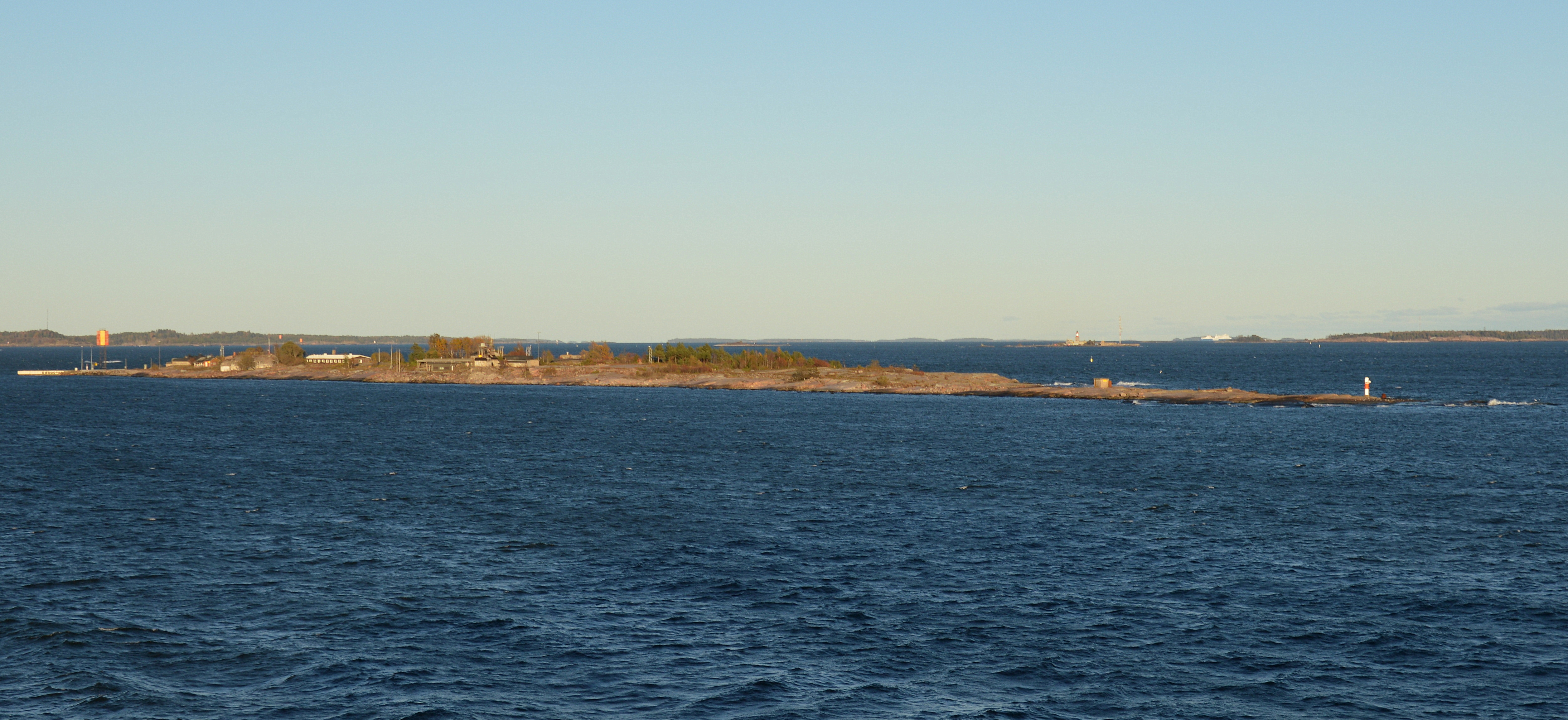
Katajaluoto, Blick von Westen

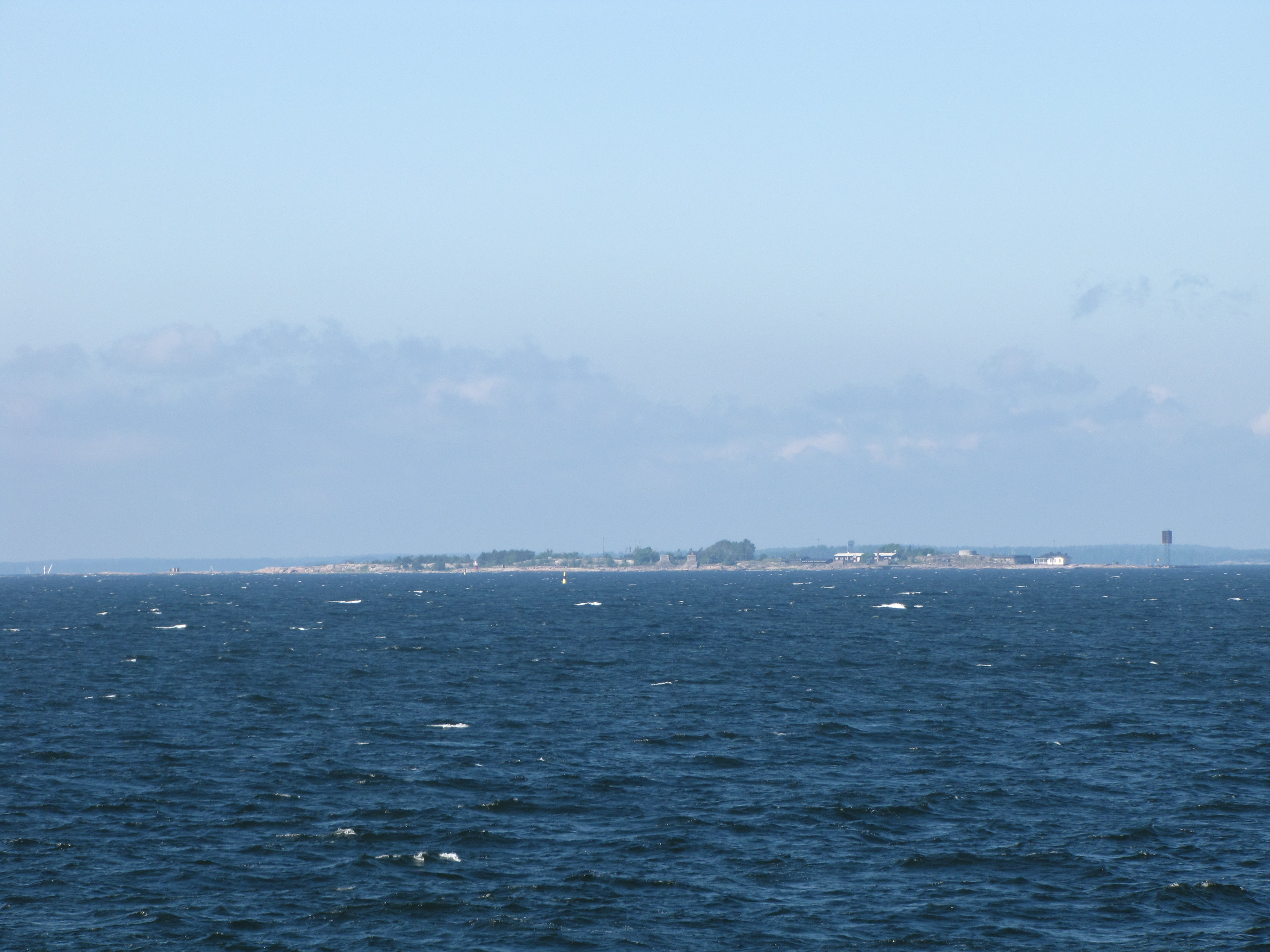
Blick von Osten

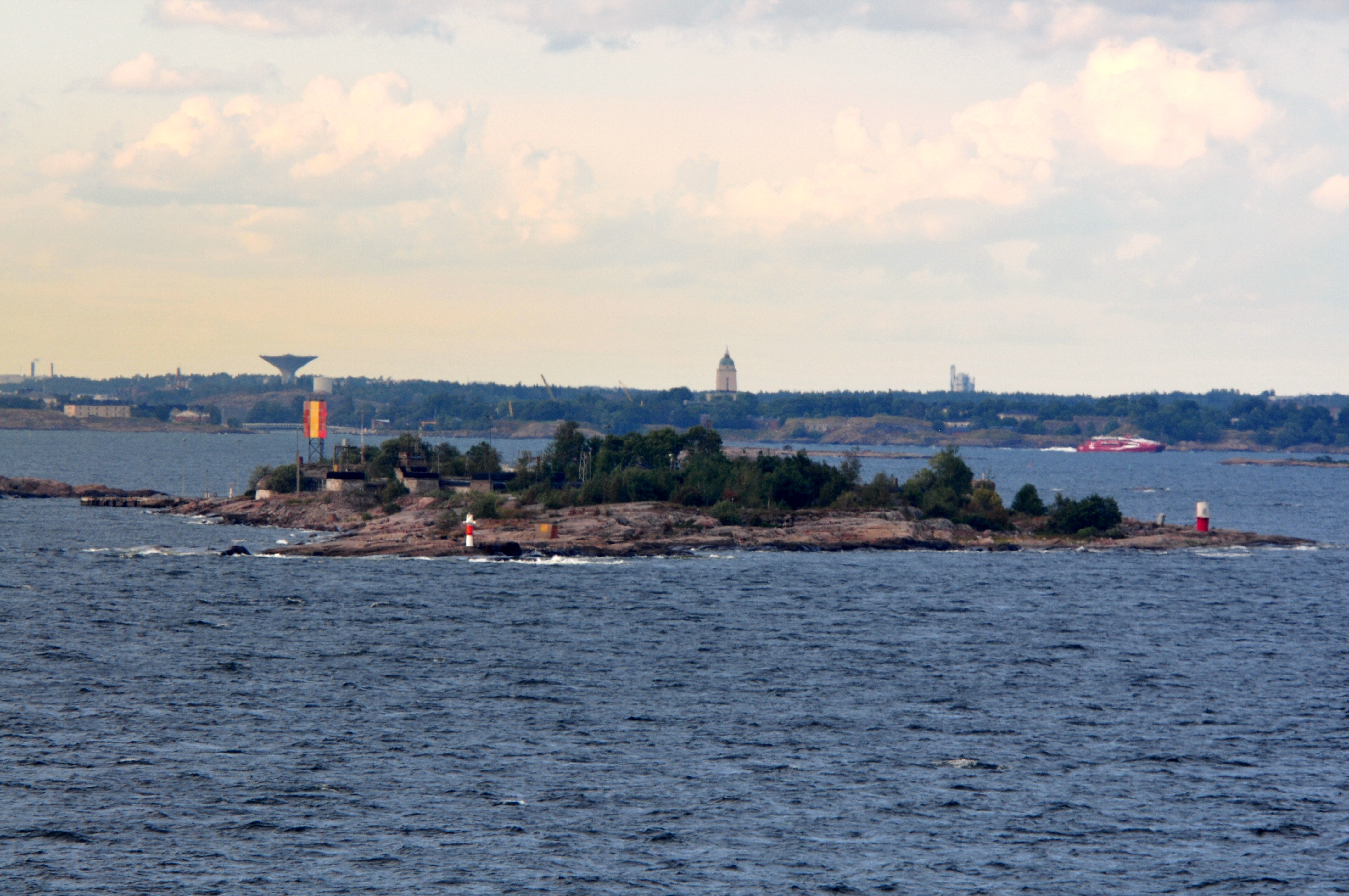
Südseite

Katajaluoto (finnisch) oder Stora Enskär (schwedisch) ist eine zu Finnland gehörende Insel in der Ostsee südlich von Helsinki im Finnischen Meerbusen.
Die Insel gehört zum Teilgebiet Aluemeri des Stadtteils Ulkosaaret der finnischen Hauptstadt Helsinki. Unmittelbar westlich von Katajaluoto verläuft der Seeweg zum etwa fünf Kilometer nördlich gelegenen Hafen von Helsinki. Etwas weiter südöstlich liegt die Schäre Pitkäkari, unmittelbar nördlich befindet sich die Insel Satamakari.
Die Insel erstreckt sich langgezogen von Nordosten nach Südwesten über 900 Meter bei einer Breite von bis zu 200 Metern. Am Nordende der bebauten Insel befindet sich ein Bootsanleger. Im mittleren Bereich der felsigen Insel befindet sich eine Baumgruppe. Am Nord- und Südende wurden Seezeichen installiert.
Auf Katajaluoto wurde zu Beginn des Ersten Weltkriegs ein militärisches Küstenfort errichtet. Auch danach wurde die militärische Nutzung der Insel fortgesetzt.